# 阿尔塞
阿尔塞（法語：Arcey，法語發音：[aʁsɛ]）是法国杜省的一个市镇，属于蒙贝利亚尔区。

## 地理
阿尔塞（47°31'20"N, 6°39'39"E）面积12.57 平方千米，位于法国勃艮第-弗朗什-孔泰大區杜省，该省份为法国东部内陆省份，北起上索恩省，西接汝拉省，东部及东南部与瑞士接壤，东北部与贝尔福地区省接壤。
与阿尔塞接壤的市镇（或旧市镇、城区）包括：蒙特努瓦、奥南、圣于连-莱蒙贝利亚尔、圣玛丽、索尔诺、热蒙瓦勒、代桑当、埃舍南。

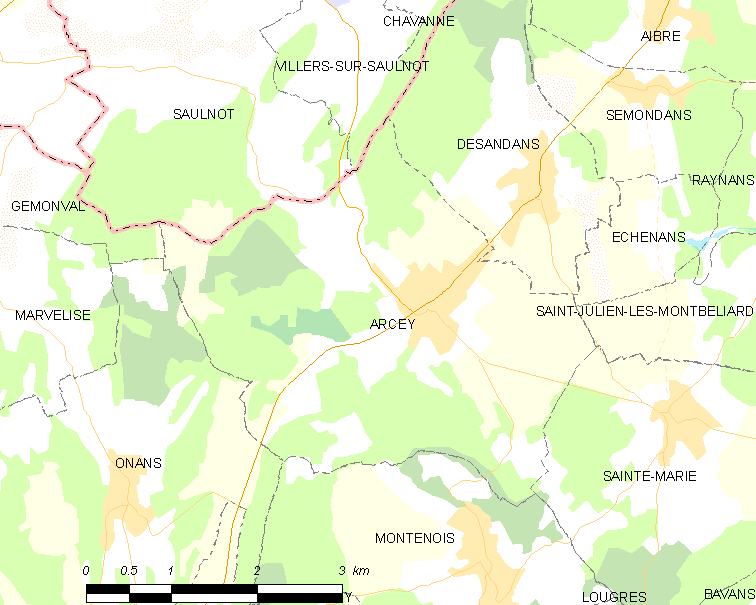
阿尔塞的OSM定位图

阿尔塞的时区为UTC+01:00、UTC+02:00（夏令时）。

## 行政
阿尔塞的邮政编码为25750，INSEE市镇编码为25022。

## 政治
阿尔塞所属的省级选区为巴旺县。

## 人口

1962-2008年间阿尔塞人口变化图示

阿尔塞于2022年1月1日时的人口数量为1491人。